# Andrographis explicata
Andrographis explicata är en akantusväxtart som först beskrevs av C. B. Cl., och fick sitt nu gällande namn av James Sykes Gamble. Andrographis explicata ingår i släktet Andrographis och familjen akantusväxter. Inga underarter finns listade i Catalogue of Life.